# Finale FA Cup 2002
De finale van de FA Cup van het seizoen 2001/02 werd gehouden op 4 mei 2002. Arsenal nam het op tegen Chelsea. De wedstrijd vond plaats in het Millennium Stadium in Cardiff. Arsenal won met 2-0.
Bij Arsenal startte Dennis Bergkamp in de basis. Bij Chelsea stonden de Nederlanders Mario Melchiot en Jimmy Floyd Hasselbaink in de basiself. Op de bank zaten Ed de Goey en Boudewijn Zenden, die na 76 minuten mocht invallen voor zijn landgenoot Melchiot.

## Finale

### Wedstrijd
|                        |                           |       |         |                                                                                        |
| 4 mei 2002 15:00 UTC+1 | Arsenal                   | 2 – 0 | Chelsea | Millennium Stadium, Cardiff Toeschouwers: 73.963 Scheidsrechter: Mike Riley (Engeland) |
| 4 mei 2002 15:00 UTC+1 | Parlour 70' Ljungberg 80' |       |         | Millennium Stadium, Cardiff Toeschouwers: 73.963 Scheidsrechter: Mike Riley (Engeland) |

| Arsenal | Chelsea |

| Arsenal:       |    |                   |         |
|                |    |                   |         |
| GK             | 1  | David Seaman      |         |
| RB             | 12 | Lauren            |         |
| CB             | 23 | Sol Campbell      |         |
| CB             | 6  | Tony Adams        |         |
| LB             | 3  | Ashley Cole       |         |
| RM             | 11 | Sylvain Wiltord   | 89'     |
| CM             | 15 | Ray Parlour       |         |
| CM             | 4  | Patrick Vieira    | 26'     |
| LM             | 8  | Fredrik Ljungberg |         |
| AM             | 10 | Dennis Bergkamp   | 72'     |
| CF             | 14 | Thierry Henry     | 75' 81' |
| Wisselspelers: |    |                   |         |
| GK             | 24 | Richard Wright    |         |
| DF             | 2  | Lee Dixon         |         |
| DF             | 5  | Martin Keown      | 89'     |
| MF             | 17 | Edu               | 72'     |
| FW             | 25 | Nwankwo Kanu      | 81'     |
| Coach:         |    |                   |         |
| Arsène Wenger  |    |                   |         |

| Chelsea:        |    |                         |         |
|                 |    |                         |         |
| GK              | 23 | Carlo Cudicini          |         |
| RB              | 15 | Mario Melchiot          | 76'     |
| CB              | 13 | William Gallas          |         |
| CB              | 6  | Marcel Desailly         |         |
| LB              | 3  | Celestine Babayaro      | 46'     |
| RM              | 30 | Jesper Grønkjær         |         |
| CM              | 8  | Frank Lampard           |         |
| CM              | 17 | Emmanuel Petit          |         |
| LM              | 14 | Graeme Le Saux          | 2'      |
| CF              | 22 | Eiður Guðjohnsen        | 90+1'   |
| CF              | 9  | Jimmy Floyd Hasselbaink | 68'     |
| Wisselspelers:  |    |                         |         |
| GK              | 1  | Ed de Goey              |         |
| DF              | 26 | John Terry              | 75' 46' |
| MF              | 10 | Slaviša Jokanović       |         |
| MF              | 11 | Boudewijn Zenden        | 76'     |
| FW              | 25 | Gianfranco Zola         | 68'     |
| Coach:          |    |                         |         |
| Claudio Ranieri |    |                         |         |

1980 · 1981 · 1982 · 1983 · 1984 · 1985 · 1986 · 1987 · 1988 · 1989 · 1990 · 1991 · 1992 · 1993 · 1994 · 1995 · 1996 · 1997 · 1998 · 1999 · 2000 · 2001 · 2002 · 2003 · 2004 · 2005 · 2006 · 2007 · 2008 · 2009 · 2010 · 2011 · 2012 · 2013 · 2014 · 2015 · 2016 · 2017 · 2018 · 2019 · 2020 · 2021 · 2022 · 2023 · 2024